# Calidó (fill d'Ares)
D'acord amb la mitologia grega, Calidó (en grec antic: Καλυδών) va ser un fill d'Ares i d'Astínome. Va sorprendre Àrtemis mentre es banyava i la deessa el transformà en una roca a la muntanya anomenada Calidó, prop del riu Aqueloos.